# Lessertia eremicola
Lessertia eremicola là một loài thực vật có hoa trong họ Đậu. Loài này được Dinter miêu tả khoa học đầu tiên.